# Pachyserica garoenesis
Pachyserica garoenesis är en skalbaggsart som beskrevs av Ahrens 2006. Pachyserica garoenesis ingår i släktet Pachyserica och familjen Melolonthidae. Inga underarter finns listade i Catalogue of Life.